# Cladotanytarsus nigrovittatus
Cladotanytarsus nigrovittatus är en tvåvingeart som först beskrevs av Maurice Emile Marie Goetghebuer 1922.  Cladotanytarsus nigrovittatus ingår i släktet Cladotanytarsus och familjen fjädermyggor. Arten är reproducerande i Sverige. Inga underarter finns listade i Catalogue of Life.